# Kool Savas
Kool Savas, de son vrai nom Savaş Yurderi, né le 10 février 1975 à Aix-la-Chapelle, est un rappeur allemand d’origine Turc. Il est actif dans la scène hip-hop allemande depuis le milieu des années 1990. Il participe à la formation de la formation M.O.R et Westberlin Maskulin, au sein desquels il gagne en notoriété. Ses albums solo Der beste Tag meines Lebens, Tot oder lebendig, Aura et Märtyrer, son album en commun One avec Azad et Gespaltene Persönlichkeit avec Xavier Naidoo sont des succès commerciaux. Kool Savas est considéré par la presse locale et le public comme l'un du rappeurs allemands les plus influents et représentants les plus importants des battles.

## Biographie

### Enfance et débuts
Savaş est le fils d'un père turc et d'une mère allemande. Son père, originaire de Çorum, vient s'installer en Allemagne à cause de la répression contre ses idées politiques. Son père engagé politiquement, est arrêté et condamné à cinq ans de prison dans son pays d'origine. Savaş fuit avec sa mère à Aix-la-Chapelle. Après ça, le père retourne en Allemagne. En 1987, la famille se retrouve et s'installe à Berlin-Kreuzberg où Savaş découvre le rap. Jeune, il s'inspire de rappeurs et groupes comme Too Short, Compton’s Most Wanted, Ice Cube et MC Eiht. Plus tard, il fait la rencontre du rappeur Fumanschu, avec qui il voyage à Los Angeles.
En 1997, il joue dans le film de Thomas Arslan, Geschwister – Kardeşler (de). En juin 1999 sort le single LMS/Schwule Rapper, la première chanson de Kool Savas publiée au label Put Da Needle To Da Records. Le contact avec le label s'effectue avec le directeur Astrid Milewski grâce à une démo. Sous le nom de Juks, il chante en anglais des textes provocateurs en solo ou dans des groupes comme Westberlin Maskulin (de) (avec Taktloss (de)) ou Masters of Rap.
Le 4 novembre 2002, il publie son premier album solo Der beste Tag meines Lebens, sur le label qu'il vient de créer, Optik Records (de). Ce disque rentre dans les dix meilleures ventes. Il travaille avec des artistes allemands et internationaux comme Azad, Curse, Moses Pelham, Samy Deluxe, RZA, J-Luv, Lumidee, Valezka, Bligg, Jadakiss, Royce da 5'9", Kurupt, Engin, Xavier Naidoo, MoTrip, Havoc de Mobb Deep, Greis (de), les Ying Yang Twins und Illmatic. Avec son label, il produit Eko Fresh, DJ Nicon, Melbeatz (de) (qui sera sa compagne), Ercandize, Caput (de), Amar, Sinan, Dina Rae et Moe Mitchell.
En 2004, Eko Fresh publie le titre Die Abrechnung où il règle des comptes avec son ancien producteur lequel répond dans Das Urteil qui est téléchargé gratuitement plus de 100 000 fois sur le site de MZEE (de) et fait de lui le premier artiste allemand présent dans Total Request Live. Il publie aussi en collaboration avec Azad l'album One dans lequel se trouve le hit All 4 One. Son beat est repris par Nas pour son titre The Makings of a Perfect Bitch.

### Nouveaux albums (depuis 2007)
Le 2 novembre 2007, Kool Savas publie son second album solo, Tot oder lebendig, produit par Melbeatz (de). L'album atteint les classements autrichiens et suisses. La chanson titre de l'album reprend le générique de Hikaru no go. Dans la version allemande de South Park, il prête sa voix à Notorious B.I.G.. En juillet 2008, il annonce un nouveau projet au label Optik Records. En janvier 2009, il met fin à ses activités au label,.
En novembre 2011, il publie son troisième album solo, Aura, au label Essah Entertainment. Il atteint la première place des ventes en Allemagne et en Suisse, et est certifié disque d'or avec 100 000 exemplaires vendus. Le 9 décembre 2011, il est condamné à une amende de 10 000 euros pour injures envers l'ancien présentateur météo Jörg Kachelmann (de). Un mois auparavant sort son troisième album solo, Aura, qui atteint la première place des ventes la semaine de sa sortie. L'année suivante, il publie une version live. Avec Xavier Naidoo, ils créent le projet Xavas (de), auteur de l'album Gespaltene Persönlichkeit, aussi première place des ventes la semaine de sa sortie.
Le 1er avril 2014, Savas fonde le label indépendant Essah Media. Fin août, il ferme le label pour un accord de distribution avec Sony Music. Il publie son quatrième album solo, Märtyrer, le 14 novembre 2014. Il atteint la première place en Allemagne et en Suisse. En Autriche, il atteint la troisième place,. Il effectue par la suite une tournée dans 22 villes. Il publie ensuite une mixtape exclusive intitulée Rap Genius. En juin 2014, Märtyrer atteint les 100 000 exemplaires vendus et est certifié disque d'or.

## Discographie

### Albums studio
- 2002 : Der beste Tag meines Lebens
- 2007 : Tot oder lebendig
- 2011 : Aura
- 2014 : Märtyrer
- 2016 : Essahdamus
- 2019 : KKS
- 2021 : AGHORI

### Singles
- 1999: LMS
- 2002: Til' ab Joe
- 2003: Optik Anthem
- 2003: Der beste Tag meines Lebens
- 2004: Die Besten Tage sind gezählt
- 2004: Da bin, da bleib
- 2005: Das Urteil
- 2005: Monstershit
- 2005: All 4 One
- 2005: Guck My Man
- 2006: Das ist O.R.
- 2006: Komm mit mir
- 2007: Tot oder Lebendig
- 2008: Melodie
- 2008: On Top
- 2008: Krone
- 2010: Immer Wenn Ich Rhyme
- 2010: Techno Pilot
- 2010: Sky is the Limit
- 2011: Aura
- 2012: Schau nicht mehr zurück
- 2012: Lass nicht los
- 2012: Die Zukunft trägt meinen Namen
- 2012: Wenn es Nacht ist
- 2012: Wage es zu glauben
- 2014: Märtyrer
- 2016: Triumph
- 2017: Royal Bunker
- 2017: Normale Leute
- 2017: Neue Welt
- 2018: KKS
- 2019: Deine Mutter

### Collaborations
- 2001: Haus + Boot (feat. Valezka)
- 2001 : That Smut Part 2 (Smut Peddlers feat. Kool Savas)
- 2002 : D.U.T. (J-Luv feat. Kool Savas & Cutty)
- 2003 : Crashin' a Party (Lumidee feat. Kool Savas)
- 2004 : OK! (Melbeatz feat. Kool Savas & Samy Deluxe)
- 2004 : Strugglin' (Moses Pelham feat. Illmatic & Kool Savas)
- 2016 : Masafaka (Sido feat. Kool Savas)
- 2018 : Is It Love? (Rea Garvey feat. Kool Savas)
- 2018 : 4 Uhr Nachts (Sido feat. Haftbefehl & Kool Savas)
- 2019 : High (Sido feat. Samra & Kool Savas)